# ۳-متیل‌هگزان
۳-متیل‌هگزان (به انگلیسی: 3-Methylhexane) یک ترکیب شیمیایی با شناسه پاب‌کم ۱۱۵۰۷ است. شکل ظاهری این ترکیب، مایع شفاف بی‌ رنگ است.